# ووتیتسه
ووتیتسه (به لاتین: Votice) یک منطقهٔ مسکونی در جمهوری چک است که در شهرستان بنشوف واقع شده‌است. ووتیتسه ۳۶٫۴ کیلومتر مربع مساحت و ۴٬۵۶۲ نفر جمعیت دارد و ۴۸۳ متر بالاتر از سطح دریا واقع شده‌است.